# Sungegeneng
Sungegeneng is een bestuurslaag in het regentschap Lamongan van de provincie Oost-Java, Indonesië. Sungegeneng telt 4039 inwoners (volkstelling 2010).